# The Undeclinables
I The Undeclinables sono stati un gruppo punk olandese formatosi nel 1992 a Hertogenbosch e noto in precedenza come Undeclinable Ambuscade e come Undeclinable.
Hanno pubblicato quattro album di studio, di cui tre su Epitaph Records, prima di sciogliersi nel 2009.

## Formazione

### Ultima
- Erik van Haaren - voce
- Helmer Lathouwers - chitarra, voce d'accompagnamento
- Dennis Doesburg - chitarra, voce d'accompagnamento
- Skanne van Selst - basso, voce d'accompagnamento
- Jorg Smeets - batteria, voce d'accompagnamento

### Ex componenti
- Jasper Vergeer - voce
- Koen Damman - chitarra
- Koen FU - basso

## Discografia

### Album in studio
- 1996 - Their Greatest Adventures
- 1998 - One for the Money
- 2001 - Sound City Burning
- 2008 - The Undeclinables

### EP
- 1994 - Softsqueakingernieonswing

### Singoli
- 1996 - African Song
- 1998 - Walking on Air
- 1998 - Trapped
- 2001 - Is She Realy Going Out with Him

### Demo
- 1993 - Da Neighbour's Dog